# Драгиша Станковић
Драгиша Станковић (Власотинце, 5. новембар 1939 — Ниш, 17. јануар 2015), познат под надимком у рингу Челик, био је југословенски и српски боксер.

## Биографија
Рођен је у Власотинцу, 5. новембра 1939. године. У Ниш је дошао као дечак да се школује. Боксом је почео да се бави са 17 година, а годину дана касније је постао капитен првог тима. Боксовао је у средњој и полутешкој категорији.

## Клубови
Током своје каријере боксовао је за два тада најзначајнија клуба у Југославији, за БК Раднички Ниш и БК Партизан. За Боксерски клуб Раднички Ниш је боксовао у периоду од 1957. до 1972. године. Са Партизаном је имао само уговор и није имао ни један меч као њихов представник.

## Мечеви
У својој каријери имао је 520 мечева, од којих 512 победа и само 8 изгубљених, а већину њих дисквалификацијом. Као професионалац је имао 20 мечева и 20 победа, од којих је 19 завршио нокаутом. Занимљиво је да је већину својих мечева завршио нокаутом, а у 540 мечева колико их је укупно имао никада није нокаутиран.
Један од најзапамћенијих мечева Челика био је меч са европским прваком Мате Парловим у Нишу 1971. године. Меч је одржан на Летњој позорници у Нишкој тврђави где се окупио велики број гледалаца. У борби је победио Парлов, али је касније у интервјуима потврдио да је Челик боксовао боље и однео моралну победу и сврстао га међу три најтежа противника.

## Награде
Боксовао је 9 сезона као државни репрезентативац и однео победе на многим боксерским такмичењима у држави и Европи.
Године 1961. је освојио златни појас, а то је поновио 1963. године. Поред тога освојио је Кварнерску рукавицу. Био је првак Југославије два пута, а такође и првак Париза.
- Првак Југославије у категорији 75 kg 1961. године.[5]
- Првак Југославије у категорији 81 kg 1964. године.[6]

## Завршетак каријере
После завршетка боксерске каријере кратко време је држао ресторан, а затим ланац киоска као и производњу кафе која је носила име по његовом надимку.
Преминуо је у 76. години у Нишу, 17. јануара 2015. године, после краће болести од последица можданог удара. Сахрањен је 21. јануара на Новом гробљу у Нишу.

## Занимљивости
- Познат је као један од највећих срећника у Југославији јер је два пута освојио главну премију у игри Лото и четрнаест пута за редом главну премију на спортској прогнози, због чега је касније смањен добитни фонд спортске прогнозе.[7]
- Колики је патриота доказао је 1999. године кад се одрекао своје пензије у корист државе, а војсци Србије поклонио 30 тона кафе.
- Био је добар пријатељ Љубе Земунца.[1]